# Boletice
Boletice este o arie protejată (arie de protecție specială avifaunistică — SPA) din Republica Cehă întinsă pe o suprafață de 23.565,22 ha, integral pe uscat.

## Localizare
Centrul sitului Boletice este situat la coordonatele 48°51′33″N 14°05′31″E / 48.859167°N 14.091944°E.

## Înființare
Situl Boletice a fost declarat arie de protecție specială avifaunistică în ianuarie 2005 pentru a proteja 5 specii de animale.

## Biodiversitate
Situată în ecoregiunea continentală, aria protejată nu include niciun habitat protejat.
La baza desemnării sitului se află mai multe specii protejate de  păsări (5): cocoșul de mesteacăn (Bonasa bonasia), cristeiul de câmp (Crex crex), ciuvică (Glaucidium passerinum), ciocârlie de pădure (Lullula arborea), ciocănitoare de munte (Picoides tridactylus).